# Chrysaperda circumcincta
Chrysaperda circumcincta är en skalbaggsart som först beskrevs av Francis Polkinghorne Pascoe 1859.  Chrysaperda circumcincta ingår i släktet Chrysaperda och familjen långhorningar. Inga underarter finns listade i Catalogue of Life.